# Zaratamo
Zaratamo – miasto w Hiszpanii w prowincji Biskaja w Kraju Basków w północnej części kraju. Powierzchnia 10 km², liczba ludności 1651 (2006)